# Síndrome de Smith-Lemli-Opitz
El síndrome de Smith-Lemli-Opitz es una enfermedad hereditaria y congénita es decir presente en el niño desde el momento del nacimiento. Recibe su nombre en honor de los médicos David Weyhe Smith (1926-1981), Luc Lemli (1935-2019) y  John Marius Opitz (1935-2023) que realizaron su descripción. 
Se trata de un trastorno clasificado como raro, la prevalencia estimada es de un caso por cada 40.000 nacimientos, siendo más frecuente en varones, alrededor del 25% de los casos son niños prematuros. El defecto hereditario se transmite de padres a hijos según un patrón autosómico recesivo. Está causado por una mutación en el gen DHCR7 localizado en el cromosoma 11 humano (11q13.4),  lo cual provoca deficiencia en la enzima 7-dehidrocolesterol reductasa que está implicada en la síntesis del colesterol y convierte el 7-dehidrocolesterol en colesterol.
Los síntomas que presentan los pacientes afectados son múltiples: Retraso mental (en algunos casos), anomalía de la cara, las extremidades, riñones, aparato genital, cerebro y otros órganos. El tono muscular está disminuido (hipotonía).  Existe retraso del crecimiento, dificultades para la alimentación (debido a la aversión de texturas) y problemas importantes relacionados con el comportamiento, como hiperactividad, síntomas de autismo y conductas de autolesión. Las expectativas de vida son limitadas, pues el 25% de los pacientes no llegan a los 2 años de vida, aunque existen formas benignas en las que la afectación es más leve, alcanzando en este caso los enfermos la edad adulta.
Puede realizarse el diagnóstico prenatal mediante el análisis del líquido amniótico o de una muestra de las vellosidades coriónicas, midiendo en las mismas los niveles de 7DHC y comprobando si aparecen mutaciones en el gen DHCR7, sobre todo cuando existen antecedentes familiares y la ecografía fetal muestra rasgos sospechosos de la afección.